# Ак-Дёбёнский аильный округ (Таласская область)
Ак-Дёбёнский аи́льный о́круг (до 8 февраля 2001 года — Орло́вский аи́льный кене́ш, кирг. Ак-Дөбө айыл аймагы) — административно-территориальная единица в составе Бакай-Атинского района Таласской области Кыргызстана.

## Население
| Численность населения | Численность населения |
| 2009                  | 2022                  |
| --------------------- | --------------------- |
| 6139                  | ↗7185                 |

Динамика численности
| - 2014 год — 6508 - 2015 год — 6480 - 2017 год — 6695 - 2019 год — 6913 | - 2020 год — 6996 - 2021 год — 7092 - 2023 год — 7211 |

## Состав
| № | Населённый пункт | Тип населённого пункта       | Код COATE          | Географические координаты       | Население, чел. (2022 г.) |
| - | ---------------- | ---------------------------- | ------------------ | ------------------------------- | ------------------------- |
| 1 | Ак-Дёбё          | село, административный центр | 41707 220 840 01 0 | 42°32′48″ с. ш. 71°57′08″ в. д. | ↗4717                     |
| 2 | Кызыл-Сай        | село                         | 41707 220 840 02 0 | 42°32′39″ с. ш. 71°56′09″ в. д. | ↗2212                     |
| 3 | Кызыл-Чарба      | село                         | 41707 220 840 03 0 | 42°30′40″ с. ш. 71°57′57″ в. д. | ↘256                      |